# Gesellschaft für interdisziplinäre Bildwissenschaft

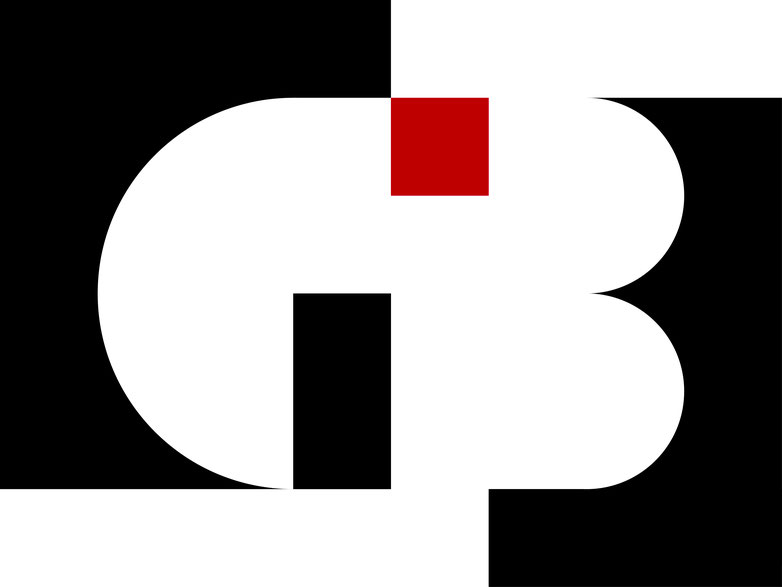
Logo der GIB (2021)

Die Gesellschaft für interdisziplinäre Bildwissenschaft e.V. (GIB) hat es sich zur Aufgabe gemacht, die interdisziplinäre Bildwissenschaft als eigenständige Grundlagendisziplin zu fördern und in Universitäten, Kunstakademien und Fachhochschulen thematisch zu verankern.

## Ziele
Um die interdisziplinäre Bildwissenschaft national wie auch international zu fördern, wird eine Zusammenarbeit und Vernetzung mit Personen, Organisationen und Institutionen interessierter Disziplinen und Studiengebiete im Bildbereich sowie eine stetige Weiterentwicklung der Methodologie und der Methoden einer interdisziplinären Bildwissenschaft angestrebt. Die Gesellschaft unterstützt insbesondere interdisziplinäre Forschungsvorhaben ihrer Mitglieder im Rahmen ihrer Möglichkeiten. In regelmäßigen Abständen werden die Mitglieder über den Stand und die Entwicklungen der GIB informiert. Die Gesellschaft mit all ihren Mitgliedern möchte ausschließlich selbstlos und unmittelbar gemeinnützige Zwecke erfüllen und so die produktive Weiterentwicklung und Sicherung einer interdisziplinären Bildwissenschaft ermöglichen.

## Administration
Die Aktivitäten der Forschungsgruppe werden mit Stand vom Juni 2025 von folgenden Personen geleitet:
- Lars C. Grabbe, MSD – Münster School of Design der FH Münster (Vorstandsvorsitzender).
- Zhuofei Wang, Universität Kassel (1. Vertreterin des Vorstandsvorsitzenden).
- Goda Plaum, Pädagogische Hochschule Ludwigsburg (2. Vertreterin des Vorstandsvorsitzenden).
- Dem erweiterten Vorstand gehören Swantje Martach, Stefan Meier, Klaus Sachs-Hombach, Lukas Wilde und Thomas Wilke an.
- Den Posten des Schatzmeisters hat Tobias Held inne.
- Als Kassen- und Rechnungsprüfer wirken Stefan Meier und Klaus Sachs-Hombach.

## Wissenschaftlicher Beirat
- Jacobus Bracker (Klassische Archäologie und Rechtswissenschaften).
- Gustav Frank (Literatur- und Buchwissenschaft).
- Elisabeth Günther (Klassische Archäologie).
- Stefanie Johns (Kunstpädagogik).
- Tom Knieper (Kommunikationswissenschaft).
- Swantje Martach (Philosophie und Cultural Studies).
- Stefan Meier (Medienwissenschaft und Visual Culture).
- Ingeborg Reichle (Kunstgeschichte).
- Nicolas Romanacci (Bildwissenschaft).
- Petra Rösch (Kunstgeschichte).
- Patrick Rupert-Kruse (Medientheorie).
- Martina Sauer (Kunstgeschichte und Philosophie).
- Andreas Schelske (Soziologie und Kommunikationswissenschaften).
- Jörg R. J. Schirra (Computervisualistik).
- Stephan Schwan (Kognitive Psychologie, Pädagogische Psychologie und Medienpsychologie).
- Hartmut Stöckl (Englische und Angewandte Linguistik).
- Philipp Stoellger (Theologie und Religionsphilosophie).
- Inga Tappe (Philosophie, Ethik und Didaktik).
- Christiane Wagner (Ästhetik und Kommunikationswissenschaft).
- Zhuofei Wang (Ästhetik und allgemeine Kunstwissenschaft).
- Thomas Wilke (Kultur- und Medienbildung).

## Wissenschaftliche Öffentlichkeit
Das Glossar der Bildphilosophie soll in allgemeinverständlicher Weise bildwissenschaftliche Begriffe darstellen, diese online zugänglich machen und strukturelle Zusammenhänge systematisch und nachvollziehbar reflektieren. Das Glossar wurde im Rahmen des Netzwerks Bildphilosophie entwickelt und sukzessive erstellt. Das Netzwerk Bildphilosophie ist ein durch die DFG von 2009 bis 2012 gefördertes wissenschaftliches Netzwerk. Derzeit wird das Glossar im Rahmen der regulären Arbeit der GIB laufend fortgeführt.
Die frei zugängliche Online-Zeitschrift IMAGE. Journal of Interdisciplinary Image Science wurde als internationale und begutachtete Zeitschrift konzipiert, die auch mehrsprachig erscheint und sich als explizites Publikationsorgan der interdisziplinären Bildforschung versteht. Das vertretene disziplinäre Spektrum umfasst alle Bereiche, in denen wissenschaftlich zu Fragen bildhafter Darstellungsformen gearbeitet wird. Dies schließt auch den Diskurs zwischen reflexiven und anwendungsorientierten Disziplinen ein. Die Mitglieder des wissenschaftlichen Beirats der GIB fungieren als Editorial Board der IMAGE und betreuen mit Bezug zu den fachlichen Schwerpunkten die Veröffentlichungsprozesse.
Mit dem neuen Online-Format »BILDialog« soll der kollegiale und interdisziplinäre Austausch über bildwissenschaftliche Fragestellungen zusätzlich befördert werden, wobei hier von experimentellen bis hin zu klassischen Themen ein breiter Bild-Diskurs ermöglicht werden soll. Innerhalb von 60 Minuten wird innerhalb eines pointierten Kurzvortrags – von bis zu 20 Minuten – ein Themengebiet präsentiert, um dann im Anschluss in den »BILDialog« gehen zu können.

## Tagungen
Die zweijährig stattfindende Tagung der Gesellschaft findet an wechselnden Hochschulstandorten mit verschiedenen Themenschwerpunkten statt. An die Tagung ist die interne Mitgliederversammlung angeschlossen.

## Nachwuchsförderung
Im Kontext der Unterstützung des wissenschaftlichen Nachwuchses fördert die GIB aktiv und nachhaltig bildwissenschaftliche Nachwuchs-Kolloquien, juriert einen zweijährig verliehenen Wissenschaftspreis in den Kategorien Aufsatz und Dissertation und unterstützt zudem bildwissenschaftliche Veranstaltungen regulärer Forschungseinrichtungen, wie Kongresse oder Workshops.